# Barcelona Deep Tech Summit
El Barcelona Deep Tech Summit és una conferència internacional que se celebra a Barcelona. Aquesta se centra en l'emprenedoria científica i tecnològica, on s'exploren desafiaments globals i econòmics mentre es presenten les innovadores propostes de startups sorgides d'universitats i centres de recerca.

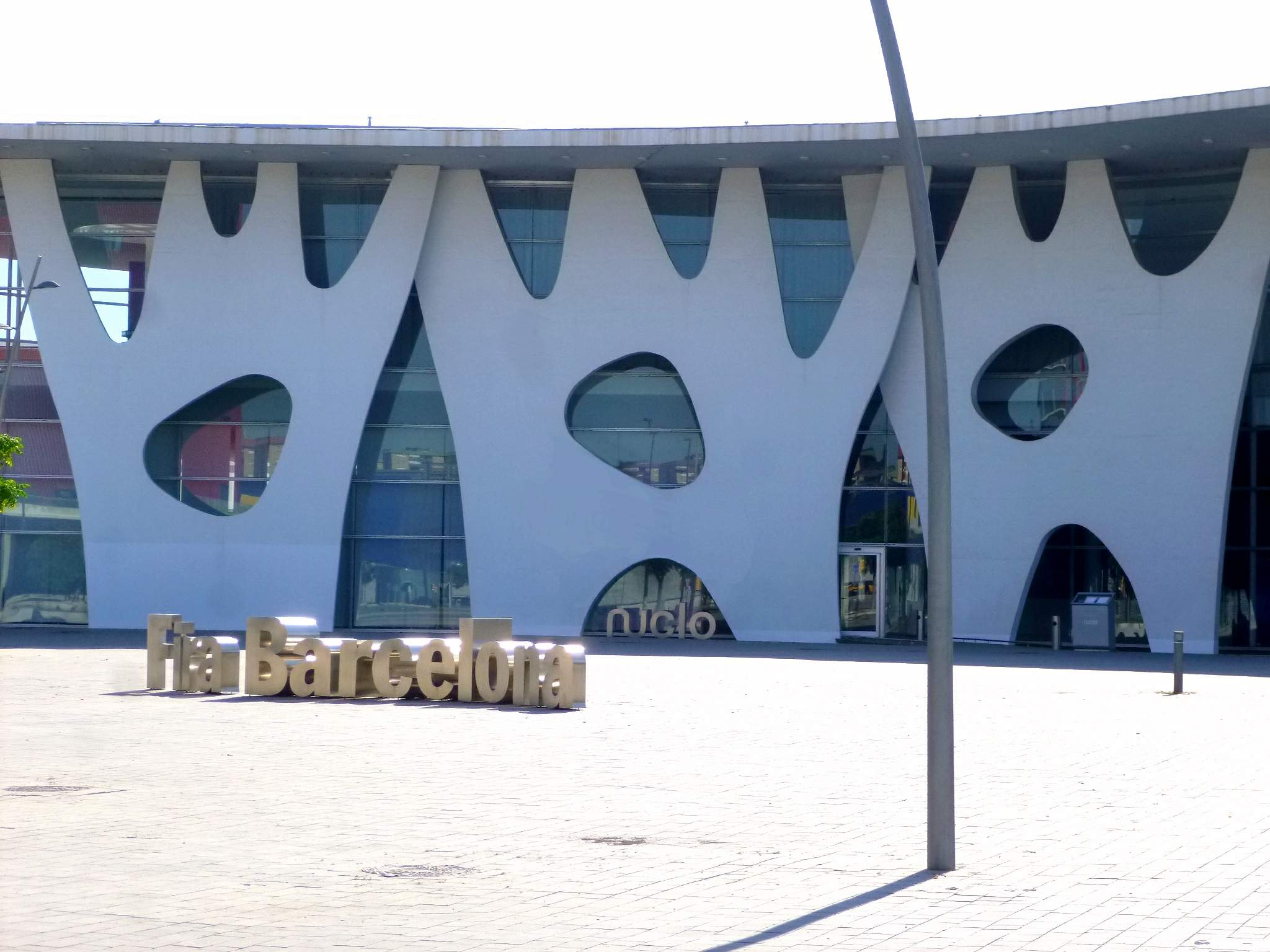
Barcelona Fira - On se celebra aquest any el congrés

## Objectius i estructura
L'objectiu dels organitzadors és fomentar l'emprenedoria basada en la ciència i establir connexions amb corporacions i comunitats d'inversors. Això es fa amb la finalitat de promoure la innovació i el desenvolupament de noves tecnologies, així com de facilitar la interacció entre els agents clau de l'ecosistema científic i empresarial. Aquest esdeveniment pretén ser una plataforma per a la discussió, l'aprenentatge i la connexió entre els actors clau en el món de la tecnologia avançada. L'esdeveniment busca promoure la recerca, la innovació i el desenvolupament tecnològic en àrees com la intel·ligència artificial, la computació quàntica, la biotecnologia, la robòtica i altres camps rellevants.

### Temes tractats
Aquest congrés pretén tractar temes rellevants i actuals en la tecnologia avançada. Aquests temes inclouen avenços en algorismes d'aprenentatge profund, aplicacions pràctiques de la intel·ligència artificial a la indústria, desenvolupaments en la computació quàntica i exploracions en la interfície home-màquina, entre d'altres.

### Participants
L'esdeveniment atrau una audiència diversa, que inclou investigadors acadèmics, professionals de la indústria, emprenedors, inversors i estudiants.

## Organitzadors[3]
| Organitzadors principals                             | Coorganitzadors                            |
| ---------------------------------------------------- | ------------------------------------------ |
| Ajuntament de Barcelona a través de Barcelona Activa | Generalitat de Catalunya a través de ACCIÓ |
| Universitat de Barcelona (UB)                        | Departament de Recerca i Universitats      |
| Universitat Autònoma de Barcelona (UAB)              |                                            |
| Universitat Politècnica de Catalunya (UPC)           |                                            |
| Universitat Pompeu Fabra (UPF)                       |                                            |
| Universitat Oberta de Catalunya (UOC)                |                                            |

## Història
El Barcelona Deep Tech Summit va néixer amb la finalitat de promoure la col·laboració i l'intercanvi de coneixements en el camp de la tecnologia avançada. Des de la seva primera edició, ha experimentat un creixement significatiu i ha guanyat reconeixement internacional com a un esdeveniment destacat en el sector.

## Congressos celebrats
- 2022 - Antiga Fàbrica d'Estrella Damm (Barcelona), el 22 de setembre de 2022.[5]
- Pròxim congrés: 2023 - Palau de Congressos de Barcelona (Barcelona) - 28/29 de novembre de 2023[1]